# Francisco José de Souza Suares de Andrea
Il barone Francisco José de Souza Suares de Andrea (Lisbona, 29 gennaio 1781 – São José do Norte, 2 ottobre 1858) è stato un generale e politico portoghese naturalizzato brasiliano.

## Biografia
Figlio di José Joaquim Soares de Andrea Isabel, barone di Caçapava, e di sua moglie Narcisa de Santana e Sousa, Francisco José nacque in Portogallo nel 1781.
Iscrittosi come volontario nell'esercito portoghese nel 1796, venne nominato cadetto dal 1797 e seguì un corso di ingegneria della navigazione per ufficiali d'esercito, prendendo parte alla campagna contro i napoleonici nel 1801 in madrepatria.
Quando nel 1808 la famiglia imperiale brasiliana partì dal Portogallo alla volta dell'America, seguì i reali e nel 1817 ottenne il comando di una brigata di ingegneri a Pará. Prese parte quindi alla Guerra argentino-brasiliana ed alla Battaglia di Ituzaingó nel 1827.
Dopo l'abdicazione di Pietro I, divenne uno dei maggiori esponenti del militarismo nazionale e auspicò il ritorno al potere dell'imperatore, venendo così perseguitato ed arrestato nel 1833, ma poi rilasciato.
Dal 9 aprile 1836 al 7 aprile 1839 fu presidente della provincia di Parà dove combatté a Cabanagem, di Santa Caterina dal 17 agosto 1839 al 26 giugno 1840; del Rio Grande do Sul dal 27 luglio al 30 novembre 1840 (ove ebbe tra l'altro l'occasione di sconfiggere a Laguna le armate guidate da Giuseppe Garibaldi), di Minas Gerais dal 1843 al 1844, di Bahia dal 22 novembre 1844 al 1846, tornando poi dal 10 aprile 1848 a ricoprire l'incarico di presidente della provincia di Rio Grande do Sul ove rimase sino al 6 marzo 1850.
Nominato maresciallo fu responsabile della demarcazione del confine tra l'Impero brasiliano e la Repubblica Orientale dell'Uruguay nel 1854. In questo periodo fondò la città di Santa Vitória do Palmar, a sud di Rio Grande do Sul.